# Melanostoma limbatum
Melanostoma limbatum är en tvåvingeart som först beskrevs av Günther Enderlein 1938.  Melanostoma limbatum ingår i släktet gräsblomflugor, och familjen blomflugor. Inga underarter finns listade i Catalogue of Life.